# 岡島正之
岡島 正之（おかじま まさゆき、1930年11月20日 - 2002年10月22日）は、日本の政治家、競輪選手。競輪選手登録番号は981。
日本競輪選手会副理事長、衆議院議員（4期）、厚生政務次官、衆議院労働委員長、保守党国会対策委員長（初代）などを歴任した。

## 経歴

### 生い立ち
千葉県出身。1951年、日本大学文学部（現日本大学文理学部）中途退学。

### 競輪選手時代
大学中途退学後に競輪選手となるが、後に事務方として日本競輪選手会千葉支部長を経て、日本競輪選手会副理事長を務めた後、退任とともに1965年7月1日競輪選手登録消除。

### 政治家時代
1971年の千葉県議会議員選挙で初当選し、以後1986年まで4期16年を務める。1979年千葉県議会副議長。
1986年（昭和61年）の第38回衆議院議員総選挙に、旧千葉1区から立候補し初当選。以降、連続4回当選を果たす。当初は自由民主党に所属していたが、羽田孜らとともに離党し新生党に移った。細川内閣では、厚生政務次官を務めた。のちに新進党へ参加した。1996年の第41回衆議院議員総選挙では新進党から立候補し、千葉3区当選を飾った。
新進党分党後は自由党に所属したが、2000年に離党して保守党の結党に参加し、国会対策委員長に就任した。だが、同年の第42回衆議院議員総選挙に敗れ、引退表明。2001年春の叙勲で勲二等瑞宝章受章。
2002年10月22日午前6時40分、千葉県市原市の病院で死去、71歳没。死没日をもって正四位に叙される。

## 家族・親族
長男である岡島一正は、NHKの報道カメラマンを経て立憲民主党衆議院議員となった。

## 略歴
- 1930年 - 誕生
- 1948年 - 千葉県立千葉中学校卒業
- 1951年 - 日本大学文学部中退
- 1971年 - 千葉県議会議員選挙当選（市原市選出）
- 1975年 - 千葉県議会議員選挙当選
- 1979年 - 千葉県議会議員選挙当選。千葉県議会副議長。
- 1983年 - 千葉県議会議員選挙当選
- 1986年 - 第38回衆議院議員総選挙当選
- 1990年 - 第39回衆議院議員総選挙当選。自治政務次官。
- 1993年
  - 第40回衆議院議員総選挙当選
  - 厚生政務次官（細川内閣）
- 1996年
  - 第41回衆議院議員総選挙当選
  - 衆議院労働委員長
- 2000年
  - 保守党国会対策委員長
  - 第42回衆議院議員総選挙落選
- 2002年 - 千葉県市原市で死去。